# U-455
| U-455                                                                        | U-455                                                          | U-455                                                          |
| ---------------------------------------------------------------------------- | -------------------------------------------------------------- | -------------------------------------------------------------- |
|                                                                              |                                                                |                                                                |
|                                                                              |                                                                |                                                                |
| U-455 прибуває у Сен-Назер після свого третього походу. 16 червня 1942 року. |                                                                |                                                                |
| Під прапором                                                                 | Третій рейх                                                    | Третій рейх                                                    |
| Спуск на воду                                                                | 21 червня 1941 року                                            | 21 червня 1941 року                                            |
| Виведений зі складу флоту                                                    | 5 квітня 1944 року                                             | 5 квітня 1944 року                                             |
| Сучасний статус                                                              | затоплений                                                     | затоплений                                                     |
| Проєкт                                                                       |                                                                |                                                                |
| Тип ПЧ                                                                       | Торпедний ДПЧ                                                  | Торпедний ДПЧ                                                  |
| Основні характеристики                                                       |                                                                |                                                                |
| Швидкість (надводна)                                                         | 17,7 вузлів                                                    | 17,7 вузлів                                                    |
| Швидкість (підводна)                                                         | 7,6 вузлів                                                     | 7,6 вузлів                                                     |
| Робоча глибина занурення                                                     | 100 м                                                          | 100 м                                                          |
| Гранична глибина занурення                                                   | 220 м                                                          | 220 м                                                          |
| Екіпаж                                                                       | 44 осіб                                                        | 44 осіб                                                        |
| Розміри                                                                      |                                                                |                                                                |
| Довжина найбільша (по КВЛ)                                                   | 67,1 м                                                         | 67,1 м                                                         |
| Ширина корпусу найб.                                                         | 6,2 м                                                          | 6,2 м                                                          |
| Висота                                                                       | 9,6 м                                                          | 9,6 м                                                          |
| Середня осадка (по КВЛ)                                                      | 4,70 м                                                         | 4,70 м                                                         |
| Водотоннажність надводна                                                     | 769 т                                                          | 769 т                                                          |
| Озброєння                                                                    |                                                                |                                                                |
| Артилерія                                                                    | одна палубна гармата калібру 88-мм, одна 20-мм зенітна гармата | одна палубна гармата калібру 88-мм, одна 20-мм зенітна гармата |
| Торпедно- мінне озброєння                                                    | 4 носових і один кормовий ТА. 14 торпед або 26 мін             | 4 носових і один кормовий ТА. 14 торпед або 26 мін             |

U-455 — німецький підводний човен типу VIIC, часів Другої світової війни.
Замовлення на будівництво човна було віддане 16 січня 1940 року. Човен був закладений на верфі суднобудівної компанії «Deutsche Werke AG» у місті Кіль 3 вересня 1940 року під заводським номером 286, спущений на воду 21 червня 1941 року, 21 серпня 1941 року увійшов до складу 5-ї флотилії. Також за час служби входив до складу 7-ї та 29-ї флотилій.
Човен зробив 10 бойових походів, у яких потопив 3 (загальна водотоннажність 17 685 брт) судна.
Затонув 5 квітня 1944 року в Середземному морі південно-східніше Генуї (44°18.6′ пн. ш. 09°02.9′ сх. д.) підірвавшись на міні німецького мінного загородження «Fuss-Ball-Klub». Весь екіпаж у складі 51 особи загинув.

## Потоплені та пошкоджені кораблі[3]
| Назва           | Тип            | Належність      | Дата           | Тоннаж (БРТ) | Вантаж           | Статус    | Місце                                                       |
| British Workman | танкер         | Велика Британія | 3 травня 1942  | 6 994        | Баласт           | потоплено | 44°07′ пн. ш. 51°53′ зх. д. / 44.117° пн. ш. 51.883° зх. д. |
| Geo H. Jones    | танкер         | Велика Британія | 11 червня 1942 | 6 914        | 9 300 т мазуту   | потоплено | 45°40′ пн. ш. 22°40′ зх. д. / 45.667° пн. ш. 22.667° зх. д. |
| Rouennais       | вантажне судно | Франція         | 25 квітня 1943 | 3 777        | 5 200 т фосфатів | потоплено | 34°02′ пн. ш. 07°27′ зх. д. / 34.033° пн. ш. 7.450° зх. д.  |

## Командири
- Капітан-лейтенант Ганс-Генріх Гісслер (21 серпня 1941 — 22 листопада 1942)
- Капітан-лейтенант Ганс-Мартін Шайбе (22 листопада 1942 — 5 квітня 1944)